# Статья 99
«Статья 99» (англ. Article 99) — кинофильм.

## Сюжет
Перед докторами одного плохо финансируемого ветеранского госпиталя встала проблема: пациенты всё прибывают, а для них не хватает даже кроватей. Главной причиной этого положения стали бюрократы из администрации госпиталя. И врачи решаются на отчаянный шаг — делать для пациентов всё возможное, невзирая на запреты и приказы сверху.

## В ролях
- Рэй Лиотта — доктор Ричард Стургесс
- Кифер Сазерленд — доктор Питер Морган
- Лиа Томпсон — доктор Робин ван Дорн
- Форест Уитакер — доктор Сид Хэндлмен
- Джон Махони — доктор Генри Дрейфус
- Джон Макгинли — доктор Руди Бобрик
- Кит Дэвид — Лютер Джермо
- Кэти Бейкер — доктор Диана Уолтон
- Илай Уоллак — Сэм Абрамс
- Джеффри Тэмбор — доктор Лео Круц